# Эламская мифология
Эла́мская мифология — совокупность мифологических представлений эламитов, древнего народа, жившего на юго-западе современного Ирана.

## Некоторые источники
Сведений о мифологии и религии эламитов мало.
Самым ранним известным документом, содержащим имена эламских божеств, является договор, составленный на эламском языке около 2230 до н. э., между аккадским царём Нарам-Суэном и подвластным ему правителем Суз Хитой. Текст начинается с перечня имён 37 божеств эламского пантеона, открывающегося именем верховного бога Хумбана. Божества перечислены в строгой иерархической последовательности. Почти все они вновь упоминаются около 639 года до н. э. в надписи ассирийского царя Ашшурбанипала. Клинописные тексты из Персеполя свидетельствуют, что некоторые боги (Хумпан, Шимут и др.) почитались эламитами по меньшей мере до середины V века до н. э.

## Общая характеристика
Мифология сложилась в VI тысячелетии до н. э. задолго до возникновения Эламского государства. Испытывала влияние географически близкой к ней шумеро-аккадской мифологии. Верования имели локальные различия.
Одной из наиболее характерных черт было почитание змеи как символа изобилия, плодородия и вечности. Часто змеи изображались с человеческими головами. В эламской религии и мифологии считалось, что все божества обладают магической силой «китен». Под её защитой находилась власть царя, который воплощал волю богов.

## Высшая мифология
Эламская мифология характеризуется размытостью отдельных богов. Большинство из них считались неописуемыми существами, чьи имена не произносились и были неизвестны. Они воспринимались также как возвышенные идеи, которые не должны быть в полной мере характеризуемы смертными.
Первоначально во главе пантеона стояли женские божества. Вначале главной предположительно считалась богиня плодородия и богиня-мать северного Элама Пиненкир, «повелительница неба», мать богов, которую в Аккаде отождествляли с Иштар. Позднее, с начала II тысячелетия до н. э. она была вытеснена богиней земли и богиней-матерью южного Элама Кириришей или идентифицирована с ней.
К середине II тысячелетия до н. э. Киририша уступает ведущее место небесному богу Хумпану. Её стали считать супругой последнего. За верховенство в пантеоне с Хумпаном соперничал бог — покровитель столицы Элама Суз Иншушинак. Во II—I тысячелетии до н. э. Хумпан, Иншушинак и Киририша составили ведущую триаду пантеона. Лидером триады считался Иншушинак. Он был покровителем монархической власти. Около 1250 года до н. э. в честь Иншушинака царём Элама Унташ-Напиришей был построен культовый комплекс Дур-Унташ.
Другими значительными богами были Хутран, сын Хумпана и Киририши, Ябру, отождествляемый с шумеро-аккадским богом Аном, бог солнца, правосудия и торговли Наххунте (Нахунди), бог луны Напир, бог воды Шази, вестник богов Шимут и его супруга Манзат, богиня победы Нарунди, богиня-мать, почитавшаяся в области Аншан, Парти. В ранние периоды (III—II тысячелетия до н. э.) почитались также шумеро-аккадские божества Адад, Эа, Энки, Иштар, Нергал, Нуску, Нинурта, Ишникараб (Ишмекараб). Некоторые из них были официально включены в пантеон Элама.